# Artur Vaz
Artur Paulo Assunção Vaz (3 aprile 1925 – 30 luglio 2009) è stato un calciatore portoghese, di ruolo difensore.

## Carriera

### Nazionale
Ha collezionato 3 presenze con la maglia della Nazionale.

## Statistiche

### Presenze e reti in Nazionale
| Cronologia completa delle presenze e delle reti in nazionale ― Portogallo | Cronologia completa delle presenze e delle reti in nazionale ― Portogallo | Cronologia completa delle presenze e delle reti in nazionale ― Portogallo | Cronologia completa delle presenze e delle reti in nazionale ― Portogallo | Cronologia completa delle presenze e delle reti in nazionale ― Portogallo | Cronologia completa delle presenze e delle reti in nazionale ― Portogallo | Cronologia completa delle presenze e delle reti in nazionale ― Portogallo | Cronologia completa delle presenze e delle reti in nazionale ― Portogallo |
| Data                                                                      | Città                                                                     | In casa                                                                   | Risultato                                                                 | Ospiti                                                                    | Competizione                                                              | Reti                                                                      | Note                                                                      |
| ------------------------------------------------------------------------- | ------------------------------------------------------------------------- | ------------------------------------------------------------------------- | ------------------------------------------------------------------------- | ------------------------------------------------------------------------- | ------------------------------------------------------------------------- | ------------------------------------------------------------------------- | ------------------------------------------------------------------------- |
| 21-11-1953                                                                | Oeiras                                                                    | Portogallo                                                                | 3 – 1                                                                     | Sudafrica                                                                 | Amichevole                                                                | -                                                                         |                                                                           |
| 29-11-1953                                                                | Oeiras                                                                    | Portogallo                                                                | 0 – 0                                                                     | Austria                                                                   | Qual. Mondiali 1954                                                       | -                                                                         |                                                                           |
| 28-11-1954                                                                | Oeiras                                                                    | Portogallo                                                                | 1 – 3                                                                     | Argentina                                                                 | Amichevole                                                                | -                                                                         |                                                                           |
| Totale                                                                    |                                                                           | Presenze                                                                  | 3                                                                         |                                                                           | Reti                                                                      | 0                                                                         |                                                                           |